# Pomone (Schiff)
Die Pomone, auch HMS Pomone, war eine 38-Kanonen-Fregatte der britischen Marine und versah ihren Dienst während der Koalitionskriege. Sie gehörte zu den Fregatten der erfolgreichen und zahlreichen britischen Leda-Klasse, zu denen auch Shannon und Trincomalee zählen, und lief 1811 auf ein Riff im Ärmelkanal auf, wo sie schließlich aufgegeben werden musste.

## Aufbau
Das Schiff war als Vollschiff getakelt. Die Pomone hatte ein durchgehendes Geschützdeck und gehörte zu den Fregatten der erfolgreichen und zahlreichen britischen Leda-Klasse, die nach den Linien der französischen Fregatte Hebé gebaut wurde, die 1782 als Prise in britische Hände fiel. Der Heckbereich mündete in den seitlich angebrachten Seitengalerien. Das Schiff war konstruktionell für 38 Kanonen vorgesehen und somit ein Schiff 5. Ranges.

## Geschichte

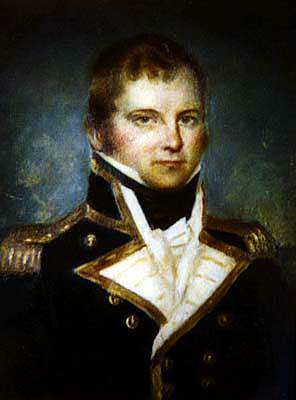
Sir Robert Barrie, Kapitän der Pomone

Die Pomone wurde nach ihrer Fertigstellung Kapitän William Lobb zugeteilt und war für den Kanaldienst vorgesehen.
Unter seinem Kommando konnte sie zwei spanische Kaperschiffe als Prise nehmen: Am 5. November 1805 konnte sie die Golondrina in spanischen Gewässern kapern, ein mit vier Kanonen und mit 29 Mann Besatzung ausgestatteter Logger. Am 25. Januar 1806 konnte sie dann die Bengador Höhe Lissabon kapern, ein mit einer Kanone und 28 Mann Besatzung ausgestatteter Logger. Die Bengador führte dabei eine Prise, die Maid of the Mill, mit sich. Das spanische Schiff wurde zerstört, deren Prise wieder unter britisches Kommando gestellt.
Im Mai 1806 übernahm Kapitän Robert Barrie das Kommando über die Pomone. 1807 versah das Schiff seinen Dienst im Ärmelkanal und konnte 21 französische Schiffe zwischen April und Juni 1807 kapern oder versenken.
Am 27. Juli 1808 wurde Barrie zusammen mit seinem Schiff in das Mittelmeer beordert.
Am 21. Oktober 1809 wurden die Schiffe Pomone und Alceste damit beauftragt, den französischen Marinestützpunkt Toulon zu beobachten und mögliche Feindbewegungen festzustellen. Barrie konnte nun beobachten, wie ein französischer Flottenteil in Form eines Geschwaders sich auslaufbereit machte. Er segelte sofort zum Golfe du Lion, um hier Admiral Cuthbert Collingwood zu treffen, der sich dort auf seinem 110-Kanonen Flaggschiff Ville de Paris aufhielt, um ihm über die Vorgänge Bericht zu erstatten. Collingwood und ein britisches Geschwader nahmen die Verfolgung auf. Wieder auf Sichtweite zum französischen Geschwader zurückgekehrt, konnte die Pomone fünf dem französischen Konvoi zugehörige Schiffe erfolgreich bekämpfen, bevor sich der Rest des Konvois in der Dunkelheit verlor.
Konteradmiral George Martin konnte das Geschwader am nächsten Tag an der südfranzösischen Küste wieder aufnehmen und setzte die Verfolgung fort. Dabei gerieten einige französische Schiffe offenbar so unter Druck, dass die Lion und die Robuste auf Höhe der Hafenstadt Frontignan strandeten. Damit die Schiffe nicht in britische Hände fielen, wurde nach zweistündigen vergeblichen Befreiungsbemühungen schließlich deren Verbrennung angeordnet.
Am 31. März 1810 gelang es der Besatzung der Pomone, das 10-Kanonen Kaperschiff Fortunee zu kapern, am 11. Mai 1810 das 8-Kanonen Kaperschiff Jupiter. Am 18. Januar 1811 gelang es ihr darüber hinaus die Dubourdieu zu kapern, ein 93 Mann starkes 14-Kanonen Kaperschiff.
Am 13. März 1811 befand sich die Pomone zwischen Korsika und Sardinien, als sie die Verfolgung der 16-Kanonen-Brigg Etourdie aufnahm. Erst am 14. März gelang die Aufholjagd, so dass die Besatzung der Etourdie auf Höhe der Insel Montecristo ihr eigenes Schiff selbst in Brand setzte, um nicht gekapert oder gar als Prise genommen zu werden. Gegen 15 Uhr des gleichen Tages explodierte das französische Schiff schließlich aufgrund des fortschreitenden Brandes.

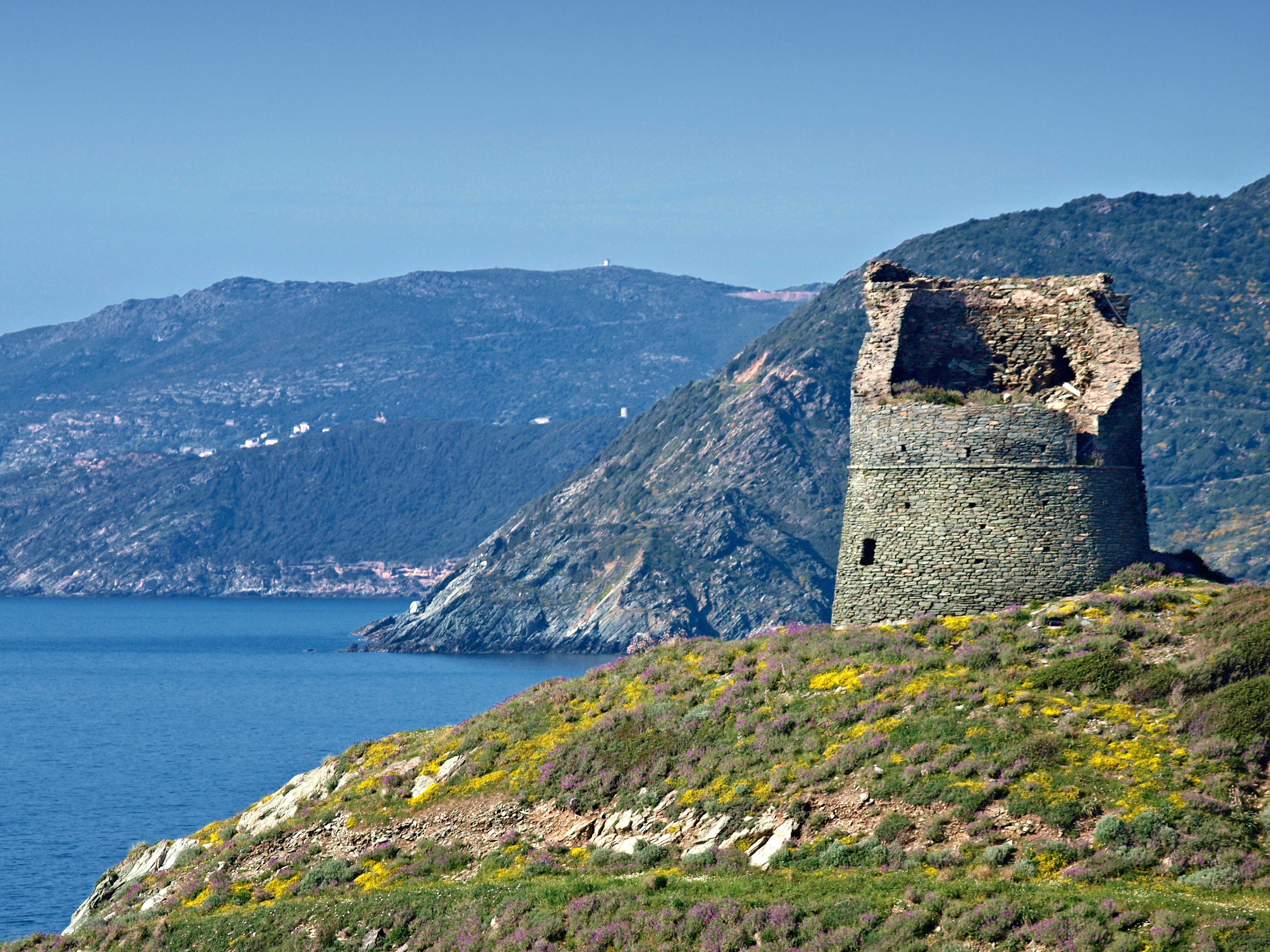
Ein zerstörter Genueser Turm auf Korsika

Am 30. April 1811 erreichte die Pomone zusammen mit der Fregatte Unite die Bucht von Sagone auf Korsika, nachdem es Meldungen von einer Sammlung von feindlichen Schiffen in diesem Bereich gab. Am nächsten Tag stieß noch die britische Brigg-Sloop Scout dazu und man stieß schließlich auf drei feindliche Schiffe, die von einer Küstenbatterie geschützt wurden: Die Giraffe mit 26 Kanonen, die Nourrice mit 14 Kanonen und ein bewaffnetes Handelsschiff.
Da eine Flaute herrschte, ließen die britischen Kapitäne mit den Beibooten ihre Schiffe in Schussreichweite rudern und nahmen die französischen Kriegsschiffe sowie die Landverteidigungsanlagen unter schweren Beschuss. Nach etwa eineinhalb Stunden Gefecht musste die zerstörte Küstenbatterie ihre Kampfhandlungen einstellen und die französischen Schiffe gerieten schließlich in Brand. Es wird vermutet, dass die Feuer an Bord der französischen Schiffe auch der Zerstörung eines Genueser Küstenwachturmes der Küstenbatterie zuzuschreiben waren, da hierbei das Munitionslager getroffen und zerstört wurde. Die Briten ruderten daraufhin in sichere Entfernung zu den brennenden Schiffen, bevor auch diese explodierten.
Die Pomone hatte zwei Tote und 19 verwundete zu beklagen, während die Scout und die Unite lediglich sechs Verwundete verzeichnen mussten. Die Mission war somit erfolgreich beendet worden.
Da sich die Pomone weiterhin im Mittelmeerraum aufhielt, gelang es ihr schließlich sogar ein Gefährt zu kapern, auf dem sich Lucien Bonaparte, seine Familie und einige Gefolgsleute aufhielten. Kapitän Barrie verbrachte ihn daraufhin zusammen mit insgesamt 40 weiteren Personen zur britisch besetzten Insel Malta, die er am 23. August 1810 erreichte.

## Letzte Fahrt

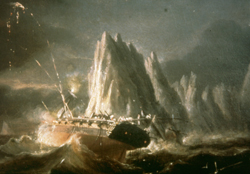
Das Wrack der Pomone vor den Kreidefelsen The Needles

Am 14. Oktober 1811 befand sich die Pomone für einige Reparaturen auf dem Rückweg vom Mittelmeer in Richtung heimatliche Gewässer. An Bord befand sich zu diesem Zeitpunkt Sir Harford Jones, der britische Botschafter Persiens, sowie einige Arabische Hengste, die ein Geschenk vom Schah von Persien an König Georg III. sein sollten. Um 7 Uhr schlug das Schiff in die Felsen von „The Needles“ der Isle of Wight ein, da der Master, James Sturrock, den Leuchtturm von The Needles mit dem Leuchtturm von Hurst Castle verwechselte. Die Pomone geriet dabei in Kontakt mit einem Unterwasserfelsen südwestlich von Needles Point. Die Besatzung versuchte noch durch das Kappen der Masten das Schiff zu retten, konnte es aber nicht mehr freibekommen. Durch den glücklichen Umstand, dass kaum Wind vorhanden war, konnten Hilfsschiffe innerhalb einer Stunde herbeieilen und die komplette Besatzung retten. Im Laufe der nächsten drei Tage konnten Masten, Kanonen, Fracht und sogar die Pferde des Schahs geborgen werden.
Eine am 25. Oktober einberufene Gerichtsverhandlung sprach Barrie und seine Offiziere von jeglicher Schuld frei, maßregelte aber Master James Sturrock für seine fehlerhafte Navigation. Barrie wurde daraufhin zur Dragon, einem Linienschiff Dritten Ranges (74-Kanonen) versetzt.
Als Folge des Unfalls ordnete die Admiralität der Royal Navy an, dass fortan nächtliche Fahrten in der Nähe von The Needles zu unterbleiben hätten.

## Wrackstelle The Needles

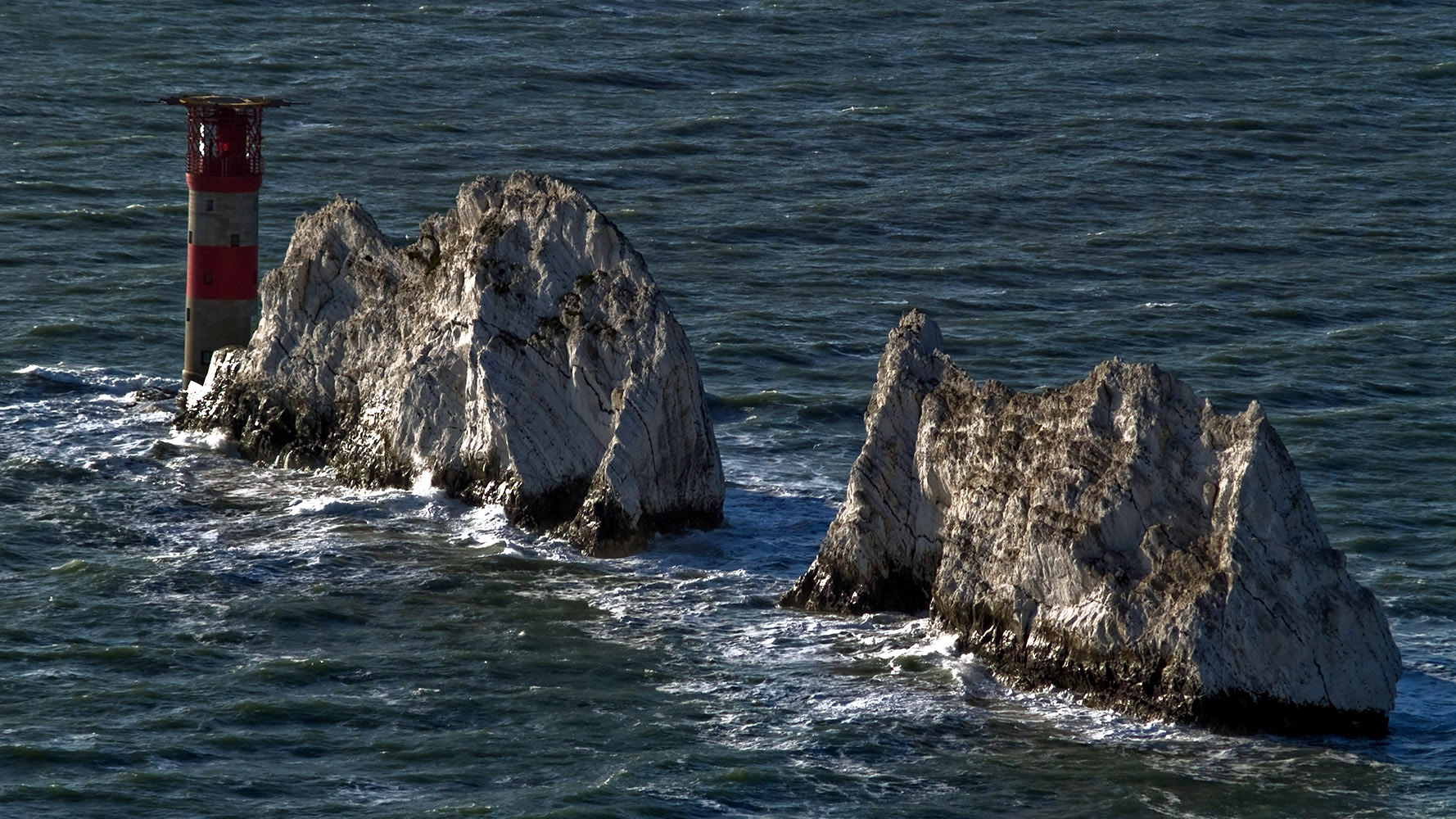
The Needles ist heute eine geschützte Wrackstelle

An der Wrackstelle von The Needles wurden 1969 die Überreste zweier Schiffswracks gefunden: Einerseits von der Pomone und von der 1753 an gleicher Stelle aufgelaufenen Assurance. Die Wrackstelle unterliegt der am 4. April 1974 beschlossenen „Protection of Wrecks Act“, also einem Beschluss der Regierung des Vereinigten Königreiches, der Schiffswracks vor unbefugtem Zugriff und Plünderung schützen soll. Im heutigen „Underwater Archaeology Centre“ in Fort Victoria auf der Isle of Wight befasst sich das dortige Museum zum Teil auch mit dem Wrack der Pomone. Bislang wurden mit offizieller Genehmigung mehr als 3000 Artefakte geborgen und ausgewertet.